# Zemský okres Enz
Zemský okres Enz (německy Enzkreis) je zemský okres v německé spolkové zemi Bádensko-Württembersko, ve vládním obvodu Karlsruhe. Sídlem správy zemského okresu je město Pforzheim, které ovšem není jeho součástí. Má přibližně 199 tisíc obyvatel. 

## Města a obce
| Města: 1. Heimsheim 2. Knittlingen 3. Maulbronn 4. Mühlacker 5. Neuenbürg | Obce: 1. Birkenfeld 2. Eisingen 3. Engelsbrand 4. Friolzheim 5. Illingen 6. Ispringen 7. Kämpfelbach 8. Keltern 9. Kieselbronn 10. Königsbach-Stein 11. Mönsheim 12. Neuhausen 13. Neulingen 14. Niefern-Öschelbronn 15. Ölbronn-Dürrn 16. Ötisheim 17. Remchingen 18. Sternenfels 19. Straubenhardt 20. Tiefenbronn 21. Wiernsheim 22. Wimsheim 23. Wurmberg |